# XNQ (航空機)
フェアチャイルド XNQ
- 用途：初等練習機
- 製造者：フェアチャイルド
- 運用者：アメリカ海軍
- 初飛行：1949年3月24日
- 生産数：2機
- 運用状況：試作のみ

フェアチャイルド XNQ（Fairchild XNQ (T-31)（モデル M-92））は、1950年代にアメリカ空軍向けの標準初等練習機として設計された練習機である。もし本機がT-31として量産されていれば米空軍で標準初等練習機として使用される最初のアメリカ海軍向けの機種となるはずであった。

## 設計と開発
1947年以前において米海軍は常に空軍機に多少の改造を加えた機体を使用していた。当時の初等練習機の代替としてフェアチャイルド社で設計されたXNQ-1は、当時としては最高速の初等練習機であった。モデル M-92は可変ピッチプロペラ、フラップ、電気作動引き込み式降着装置、全金属製外皮、羽布貼り方向舵/エルロン/昇降舵を備えていた。
視界を遮らない一体式涙滴型キャノピーによりタンデムに座る教官と訓練生には全周位への視界が確保され、計器盤の配置は時速600 mphのジェット戦闘機や航続距離5,000-マイルの長距離哨戒機で見られるものに適合したものであった。訓練生が認知し易いように降着装置の上げ下ろしレバーは小さな車輪の形状をしており、フラップレバーもフラップの翼形形状と似ていた。

## 運用の歴史
XNQ-1初等/高等練習機はアメリカ海軍向けに開発され、1946年10月7日にリチャード・ヘンソン（Richard Henson）の操縦で初飛行を行い、2機の試作機がXNQ-1 [75725/75726]として飛行した。1947年に海軍に納入され、ロバート・M・ソウル（Robert M. Soule）中佐によるテスト飛行を受けた後に拒否された。テストでは排気ガスがコックピット内に漏れ出すことが判明した。試作初号機は最初は出力320 hpのライカミング R-680-13を装着していたがその後幾種類か異なるエンジンを搭載され、最後には出力350 hpのライカミング GSO-580を搭載した。この機体は1950年に墜落して失われた。
より大きな水平尾翼を取り付けた試作2号機（BuNo. 75726）はノースアメリカン AT-6の代替機として1949年にアメリカ空軍の評価を受け、1949年3月24日に初等練習機として選定された。パイロットにストール、スピン、ロール、急降下からの引き起こしといった基本機動を教えるアクロバット機として設計され、モデル129、空軍名称T-31としてフェアチャイルド社は100機を受注した。しかし、ビーチクラフト T-34 メンターの方が好まれたために1949年遅くにこの契約は破棄された。
フェアチャイルド社はC-119といったほかの生産契約に集中するために本機の設計を進める計画を取りやめた。試作2号機は個人所有機となり、2006年1月15日現在も民間機として登録されており、飛行可能な状態にある。

## 要目
- 乗員：2名
- 全長：8.3 m (27 ft 3 in)
- 全幅：12.4 m (40 ft 8 in)
- 全高：2.7 m (8 ft 10 in)
- 翼面積：
- 翼面荷重：
- 空虚重量：1,338 kg (2,974 lb)
- 全備重量：1,754 kg (3,898 lb)
- 馬力/重量：
- エンジン：1 × ライカミング R-680-13 星型エンジン、238 kW (320 hp)
- 最大速度：282 km/h (175 mph)
- 巡航高度：4,880 m (16,000 ft)
- 航続距離：1,537 km (955 miles)